# Johannes Christes
Johannes Christes (* 18. Oktober 1937 in Gelsenkirchen) ist ein deutscher Altphilologe.

## Leben
Christes wurde 1971 an der Universität Freiburg bei Karl Büchner promoviert. Für seine Doktorarbeit Der frühe Lucilius. Rekonstruktion und Interpretation des 26. Buches sowie von Teilen des 30. Buches erhielt er 1971 den Preis der Wissenschaftlichen Gesellschaft in Freiburg. Anschließend arbeitete er als Wissenschaftlicher Assistent an der Universität Freiburg und habilitierte sich dort 1977 mit der Schrift Sklaven und Freigelassene als Grammatiker und Philologen im antiken Rom: Forschungen zur antiken Sklaverei. 1993 wurde er auf eine C4-Professur für Latinistik an der Humboldt-Universität zu Berlin berufen. 2003 trat er in den Ruhestand. Sein Nachfolger ist Ulrich Schmitzer.
Johannes Christes ist Spezialist für die römische Gesellschaft der Antike. Er verfasste mehrere Studien über die Stellung der Sklaven, die römische Jugend und Bildung der römischen Antike.